# ネパール軍
ネパール軍（ネパールぐん、ネパール語: नेपाली सेना）は、ネパールの軍隊。大統領は名目上の最高指揮官である。

## 概要
陸軍航空隊を含むネパール陸軍から構成される。
内陸国なので海軍を持たず、独立した空軍はない（en:Nepalese Army Air Serviceも参照）。王制時代は王立ネパール陸軍 (Royal Nepal Army) と呼ばれていた。一方、陸軍と独立して「武装警察」があり、治安を担当している。
2008年現在、ネパール陸軍は約95,000人の兵員、各地方に置かれる6個師団および、航空旅団、空挺旅団、治安旅団の独立の3個旅団からなる。
志願兵制であり、軍への登録は18歳から可能である。2017年の統計で、ネパールの軍事予算は444億ルピー（約4.16億ドル）で、GDP比は1.55%である。武器、装備の多くはインドから輸入されている。1990年の憲法では指揮権は国王にあるとされたが、現在は首相、国防大臣、陸軍参謀総長からなる軍事評議会がおかれ、軍の最高指揮権は大統領にある。
また、今まで国軍と敵味方として戦ってきた毛沢東派のゲリラ組織、ネパール人民解放軍と合同するのか、しないのかも困難な課題として、制憲議会で議論されていた。2011年11月に主要政党の間で軍統合問題を含めた「7項目の合意」成立により軍統合の作業が始まった。当初の合意では、6,500人の戦闘員をネパール国軍に統合することになっていた。しかし、統合の方法が「侮辱的である」として引退を希望した人が多かったこと、学歴や年齢がネパール国軍の基準を満たさなかったために選抜から外された人がいたことにより、第一段階の分類作業では約17,000人（その内、統合希望者約9,500人）の戦闘員が参加したが、2度の分類作業により、最終的に士官候補71人を含む1,442人（女性105人を含む）がネパール国軍に統合されることになった。
これらの戦闘員は統合後の階級が決まらないままに、2012年11月25日からネパール国軍の施設で9ヶ月間の訓練に入った。戦闘員はネパール国軍に新たに設置されたGeneral Directorate of National Development, Forest Protection and Calamity Management（この部隊はマオイストの元戦闘員35パーセント、政府治安部隊員65パーセントの人員からなる。）に配属され、非戦闘員としてインフラ建設や森林保護、災害救助などの分野で働くことになっている。 階級の問題については、2013年3月13日に成立した主要政党間の合意で、1人に大佐、2人に中佐のポストが与えられることになった。
国境を接するインド、中国や国際社会との関係を重視しており、2017年4月に首都カトマンズで初の合同軍事演習を行った。インドやアメリカとは既に合同演習を実施済みである。国際連合平和維持活動（PKO）にも多く参加している。

## 陸軍の階級
- Paramadhipati 大元帥（この地位は廃止された）
- Field Marshal 野戦元帥
- Pradhan Senapati 参謀総長
- General 大将
- Lieutenant General 中将
- Major General 少将
- Brigadier General 准将
- Colonel 大佐
- Lieutenant Colonel 中佐
- Major 少佐
- Captain 大尉
- Lieutenant 中尉
- Second Lieutenant 少尉
- Subedar Major 准少尉
- Warrant Officer 1 上級准尉
- Warrant Officer 2 下級准尉
- Sergeant 軍曹

## 参加した主な戦争
- ネパール統一戦争
- ミール・カーシムとの戦い - 1763年
- カトマンズの戦い - 1768年
- パタンの戦い - 1768年
- バクタプルの戦い - 1769年
- 清・ネパール戦争
- 対英戦争（グルカ戦争）（1814年 - 1816年）
- ネパール・チベット戦争
- インド大反乱（セポイの乱）で英軍を援助。
- 第一次世界大戦で連合国軍に参加（1914年-1918年）
- ワズィーリスターン戦争（英領インド）で英軍を援助。（1910年代）
- 第三次英・アフガン戦争で英軍を援助（1919年）。
- 第二次世界大戦で連合国軍に参加。
- インド・ハイダラーバード藩王国制圧でインド政府を支援（1948年）。
- 1974年、国内・カンパスの武装解除。（中国・チベット紛争のあおり）
- ネパール内戦（1996年-2006年） 毛沢東派は「人民戦争」と呼称。国連の停戦監視には日本も自衛官6人を派遣（2007～2011年）した[6]。

## 保有装備

### 装甲車両
- フェレット 装甲偵察車 ×40[7]
- OT-64C 装甲兵員輸送車 ×8[7]
- WZ-551 装甲兵員輸送車 ×5[7]
- キャスパー 軽装甲車 ×90[7]
- MPV 軽装甲車 ×150[7]
- 東風 猛士 軽装甲車[7]
- CS/VN3C mod2 軽装甲車[7]

### 砲兵
- L118 105mm榴弾砲 ×8[7]
- 山砲 ×14[7]
- M-43 120mm迫撃砲 ×70[7]

### 対空兵器
- 56式 (ZPU-4) 14.5ｍｍ対空機関銃 ×30[7]
- 37mm対空機関砲[7]
- ボフォース L/60 40mm対空機関砲 ×2[7]

### 固定翼機
- BN-2T アイランダー 軽輸送機 ×1[7]
- CN235M-220 軽輸送機 ×1[7]
- M-28 スカイトラック 軽輸送機 ×3[7]
- PA-28 チェロキー 練習機 ×2[7]

### 回転翼機
- A139 汎用ヘリ ×1[7]
- ベル 407GXP 要人輸送ヘリ ×1[7]
- ドゥルーヴ 汎用ヘリ ×2[7]
- ランサー 汎用ヘリ ×2[7]
- Mi-17-1V ヒップH 汎用ヘリ ×3[7]
- Mi-17V-5 ヒップ 汎用ヘリ ×2[7]
- SA315B ラマ 汎用ヘリ ×1[7]
- SA316B アルエットIII 汎用ヘリ ×2[7]
- SA330J プーマ 輸送ヘリ ×1[7]
- AS350B2 エキュレイユ 輸送ヘリ ×2[7]

## ギャラリー

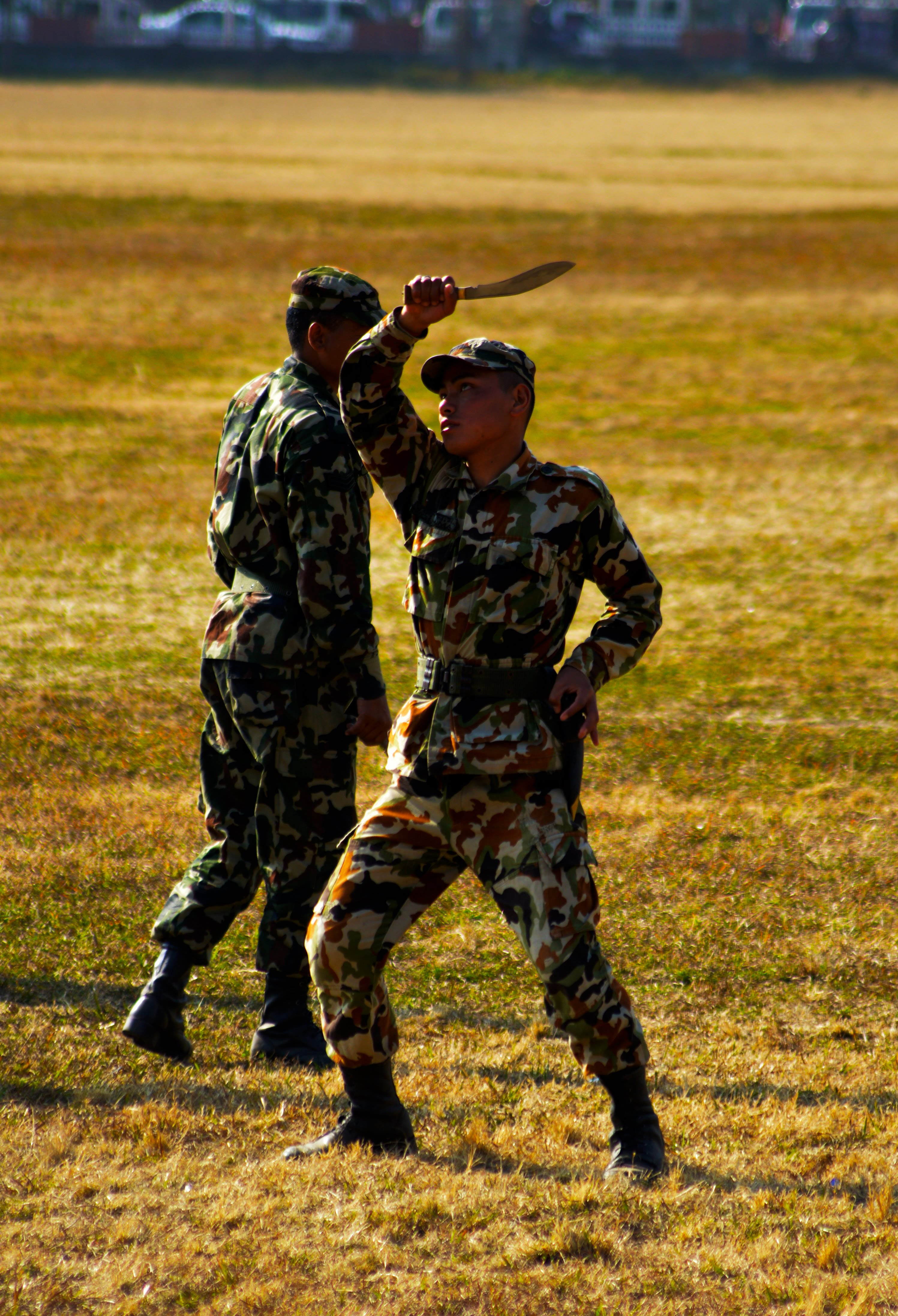
ククリナイフを装備したネパール軍兵士
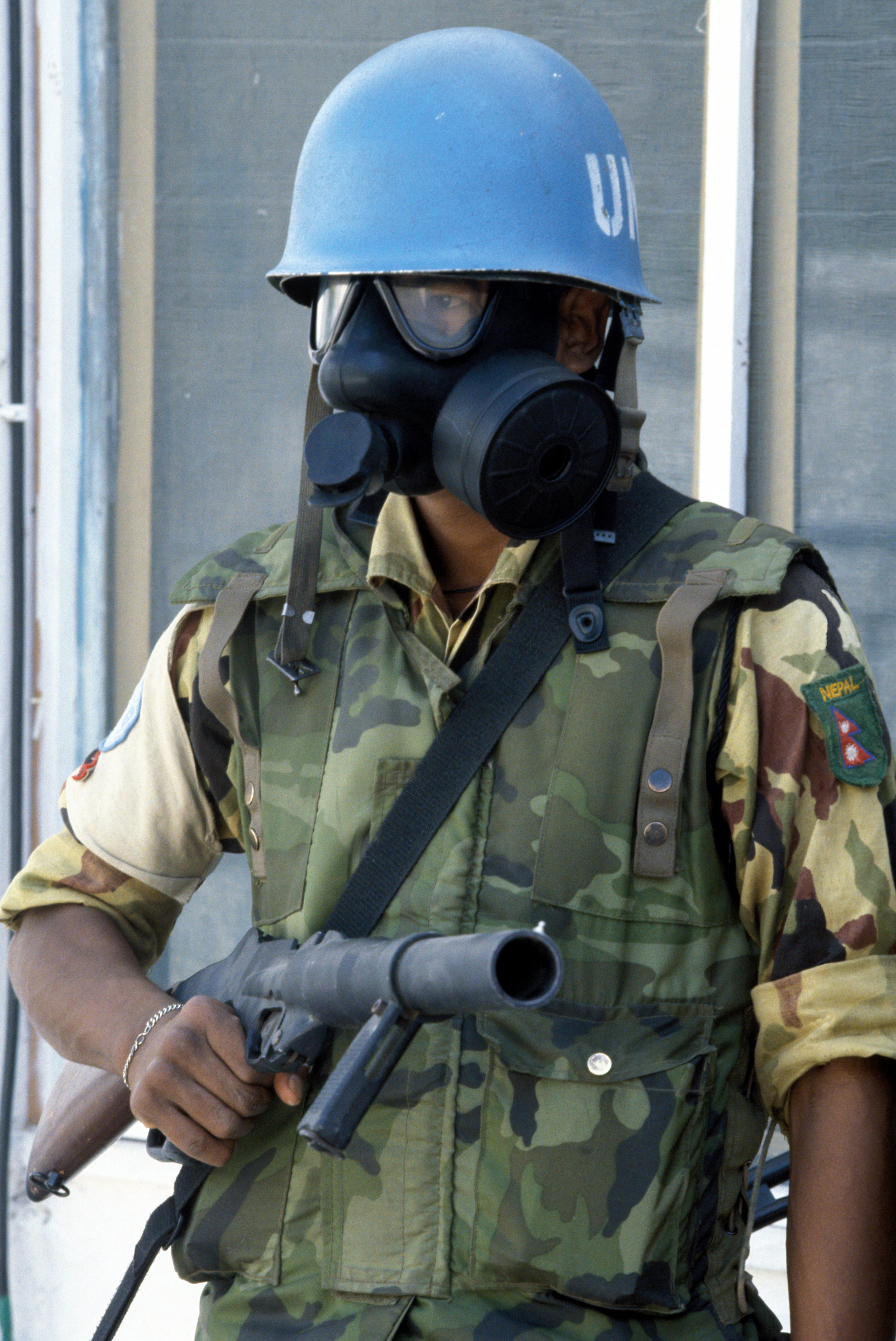
ネパールから派遣された国連軍兵士。フェデラル ライオットガンを装備している。
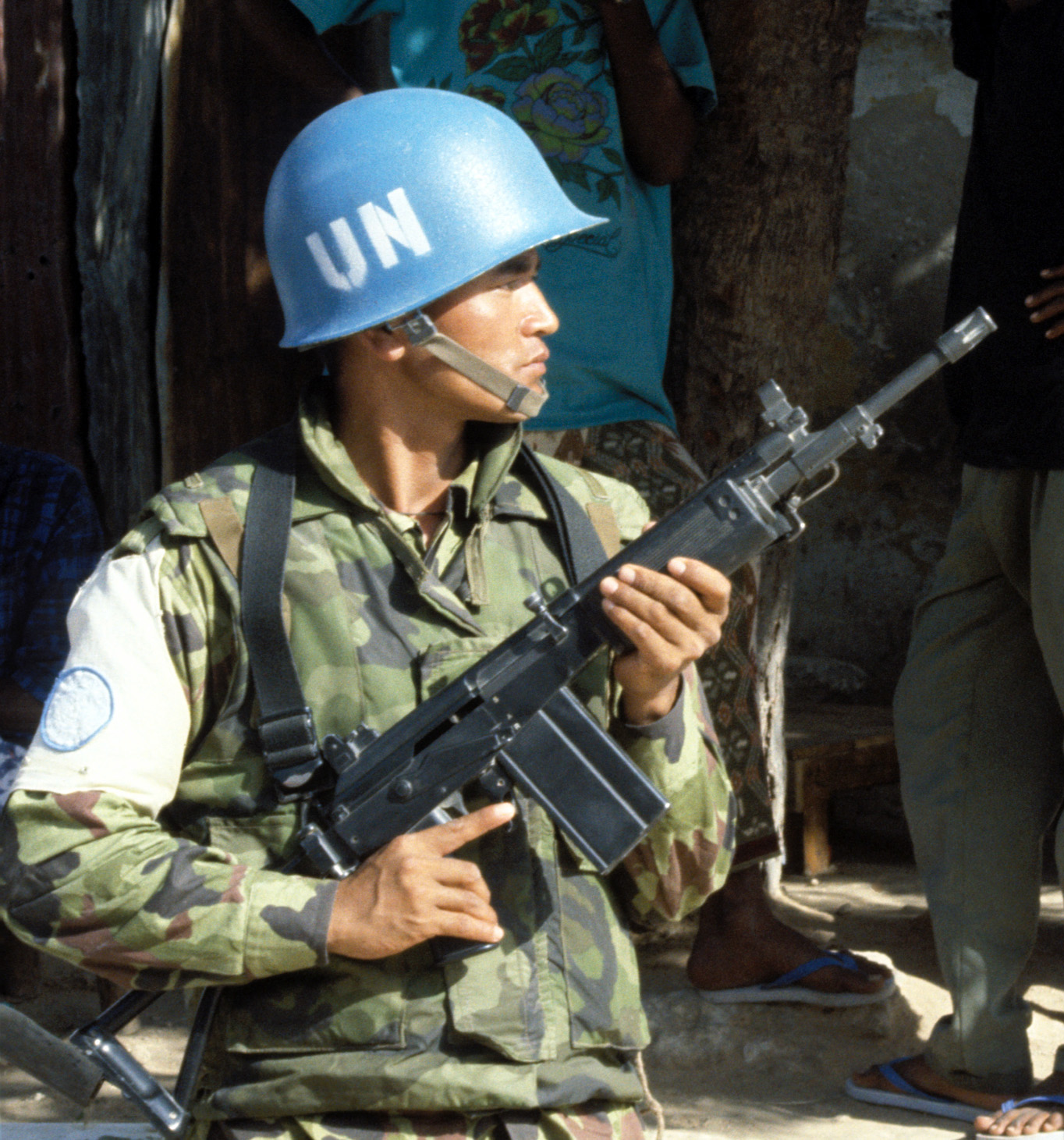
IMI ガリルSARを装備したネパール軍兵士
56式自動歩槍を装備して国連軍の訓練に参加したネパール軍兵士
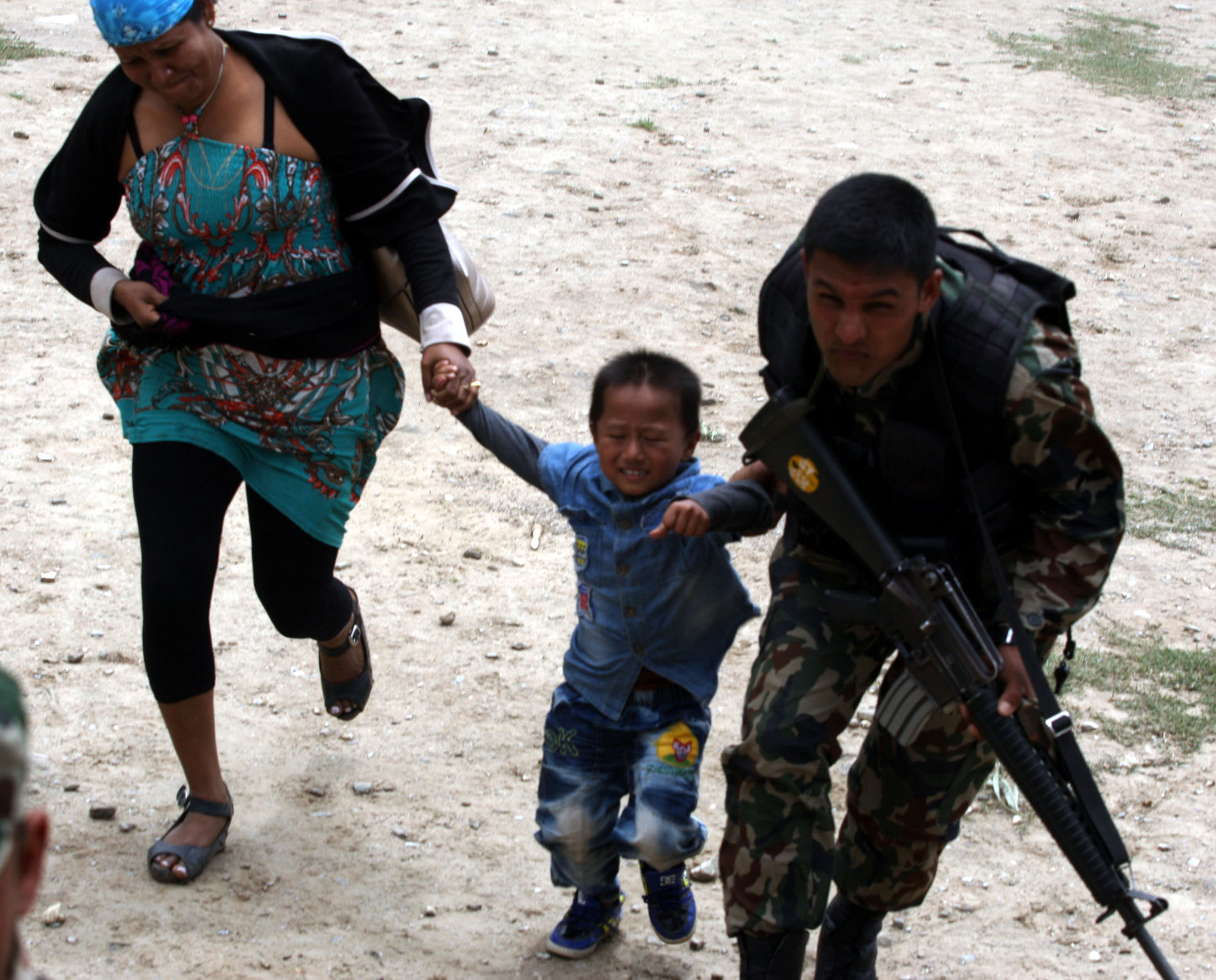
国内の震災を受け、M16自動小銃を装備して出動したネパール軍兵士
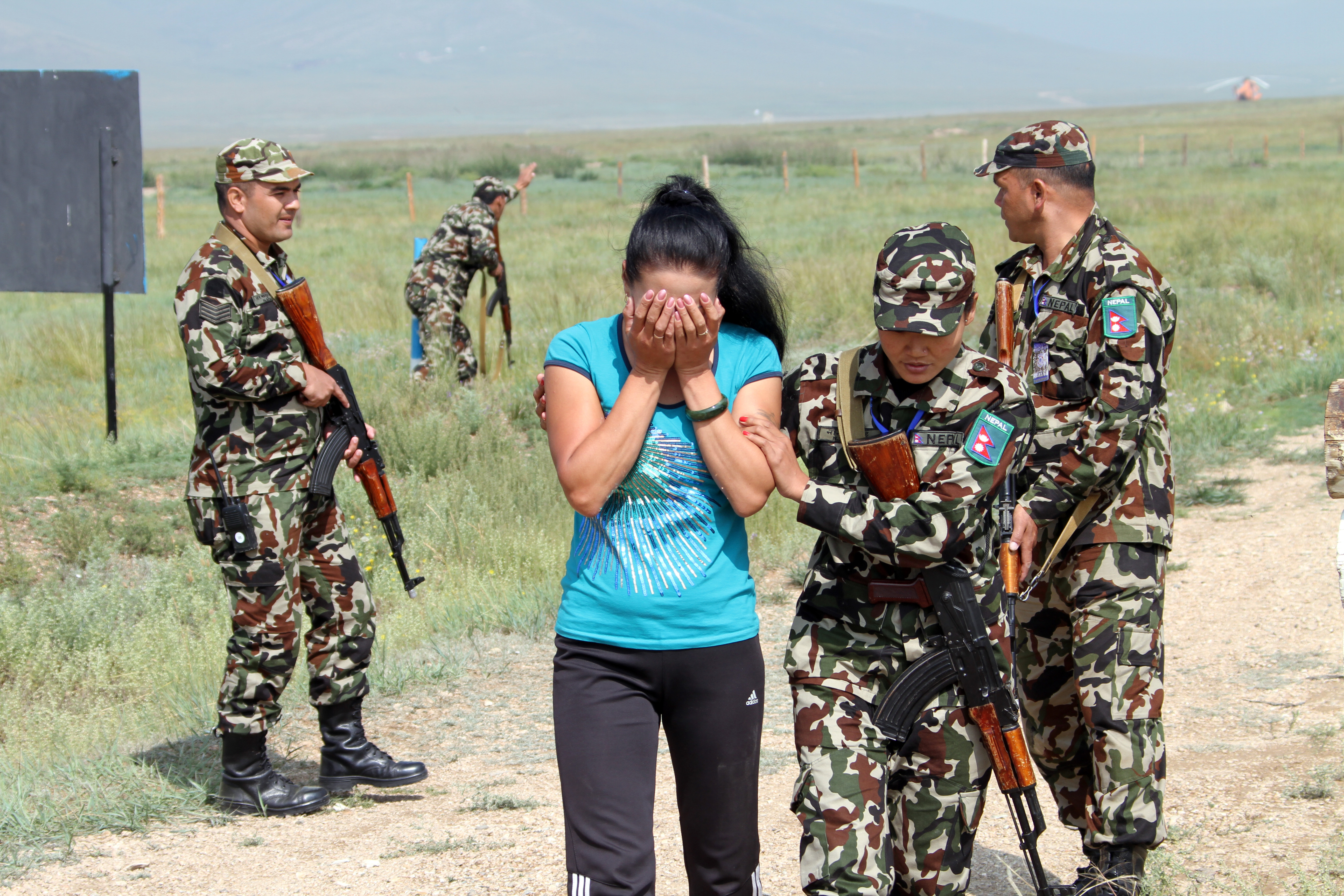
2013年、モンゴルで開かれた国際軍事演習「カーンクエスト」に参加して、道路検問の訓練を行うネパール軍兵士
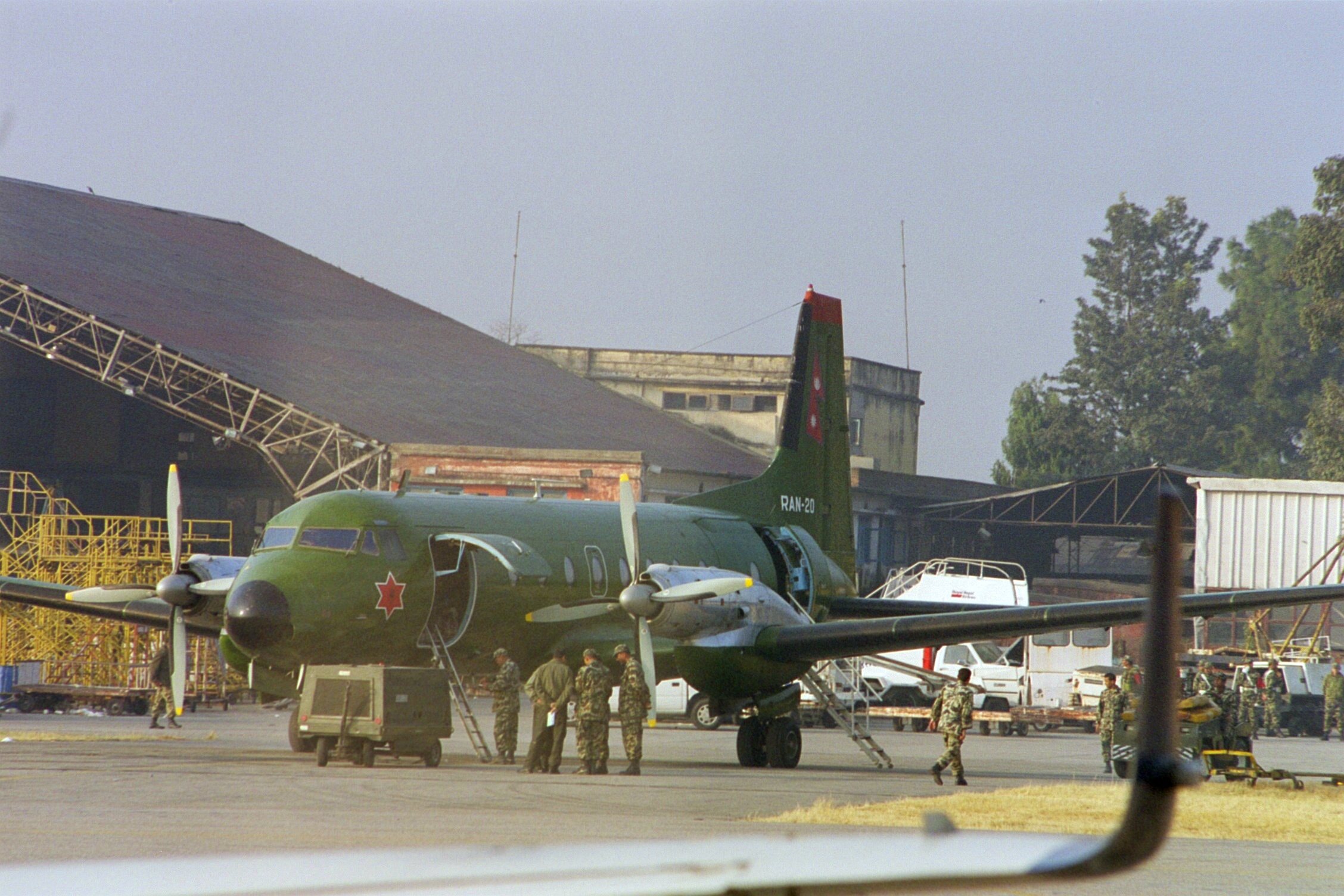
ネパール陸軍航空隊所有のアブロ 748
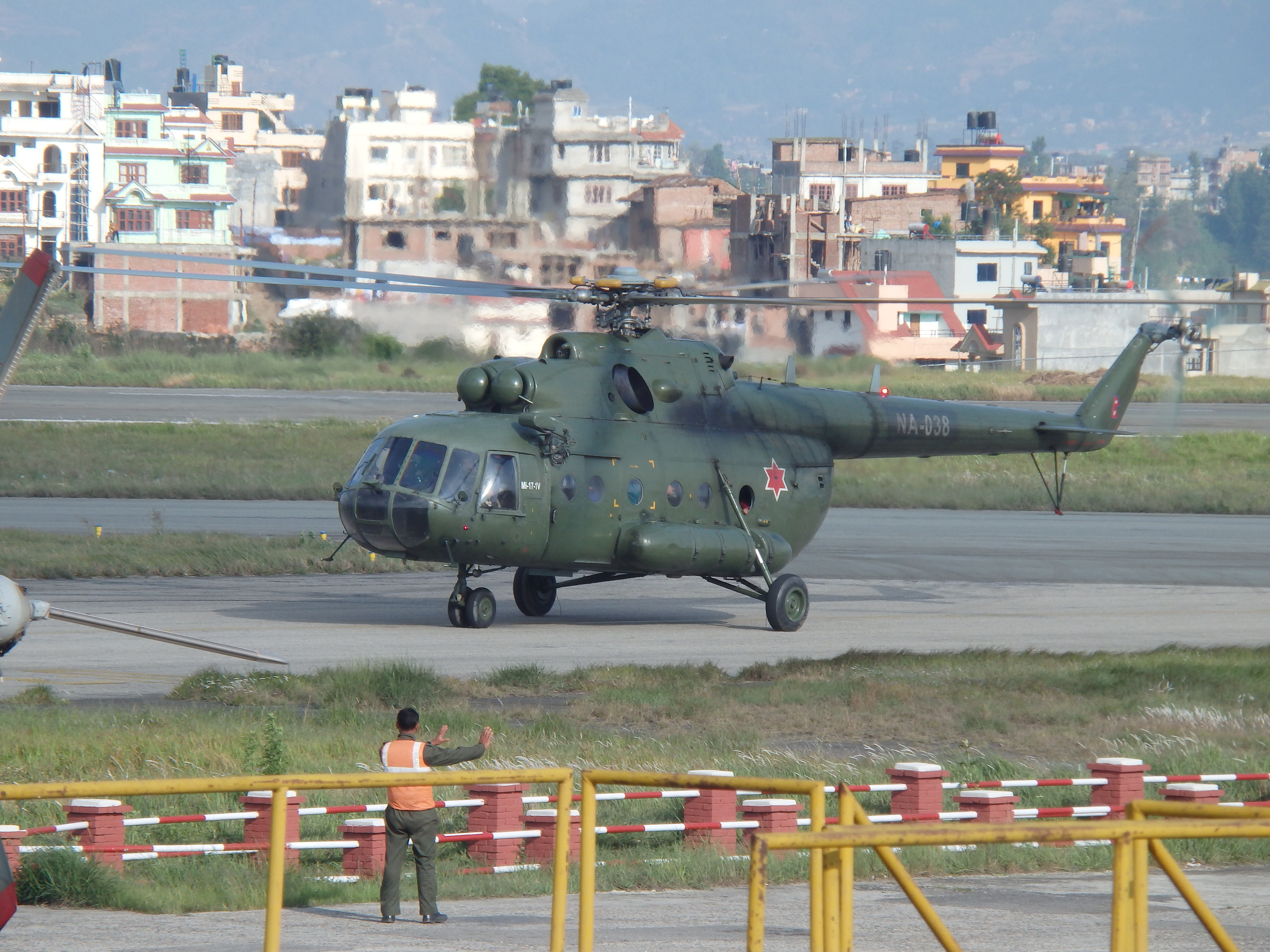
ネパール陸軍航空隊所有のMi-17。 トリブバン国際空港にて撮影